# .um
.um – krajowa domena internetowa najwyższego poziomu przypisana do Dalekich Wysp Mniejszych Stanów Zjednoczonych, które są w zasadzie niezamieszkane. Domena działała od 1997 roku, 20 kwietnia 2008 roku domena została usunięta z systemu DNS.

## Ograniczenia
Początkowo rejestrować można było domeny na trzecim poziomie. Później w kwietniu 2006 roku możliwa była rejestracja również na drugim poziomie. Obecnie strona rejestratora nie działa, w związku z czym rejestracja w ogóle nie jest możliwa.
Od sierpnia 2006 żadna strona w domenie .um nie funkcjonuje, co wskazuje na to, że domena jest nieaktywna.